# エミール・ヴィーヘルト
エミール・ヨハン・ヴィーヘルト（独: Emil Johann Wiechert、1861年12月26日 - 1928年3月19日）は、ドイツの地球物理学者。電磁気学の分野では、リエナール・ヴィーヘルト・ポテンシャルに名前が残っており、地震学の先駆的な実験をおこなった。
東プロイセンのティルジット（現在はソヴィェツク）に生まれた。家族と共にケーニヒスベルクに移り、ケーニヒスベルク大学に学び、1889年に博士号を得た。翌年、パウル・フォルクマンの助手となり、物理学を教えた。1897年にゲッティンゲン大学に招かれ、ヴォルデマール・フォークトの助手となった。1905年に教授となった。
地質学の分野では、地球の内部構造が一連の殻構造となっていることを最初に提案し、地震波の伝播に関する論文を発表した。地震計を改良し、人工的な地震を起こして、地質の探査をおこなった。1922年にドイツ地震学会から改称してドイツ地球物理学会（DGG）を設立し初代の会長となった。

## エミール・ヴィーヘルト・メダル
ドイツ地球物理学会はエミール・ヴィーヘルトの功績を称えてエミール・ヴィーヘルト・メダル (Emil-Wiechert-Medaille) を創設した。
- 1955年: ユリウス・バーテルス
- 1956年: アルベルト・デファント
- 1956年: ベノー・グーテンベルグ
- 1964年: インゲ・レーマン
- 1969年: シドニー・チャップマン
- 1973年: ルードヴィッヒ・ビーアマン
- 1978年: レオン・ノポフ
- 1982年: Ulrich Schmucker
- 1986年: ドン・L・アンダーソン（英語版）
- 1988年: Carlo Morelli
- 1993年: Norman F. Hess
- 1996年: キース・ランコーン（英語版）
- 1997年: ゲルハルト・ミュラー（英語版）
- 1998年: Friedrich Busse
- 1998年: Karl-Heinz Rädler
- 2003年: Erhard Wielandt
- 2006年: Mark D. Zoback
- 2009年: Manik Talwani
- 2011年: Fritz M. Neubauer
- 2014年: Rainer Kind